# Invasion omeyyade en France
Expansion de l'islam
Batailles
L'invasion omeyyade en France est l'invasion et l'occupation maximale en Europe de l'Ouest (Septimanie, Aquitaine, Provence et Bourgogne) entreprise par les armées omeyyades musulmanes de 719 à 759, dans la continuité de la conquête omeyyade de la péninsule ibérique (711-726).
Après leur prise de Narbonne (719), les Omeyyades (appelé « Sarrasins » par les chroniques de cette époque) sont arrêtés à la bataille de Toulouse en 721, mais ceux-ci razzient sporadiquement le sud de la Septimanie et le sud du royaume franc jusqu'à Avignon et Lyon.
Après la bataille de Poitiers en 732, les Francs maintiennent leur souveraineté sur l'Aquitaine et réaffirment leur autorité sur la Bourgogne, mais c'est seulement plus tard, en 759, que la Septimanie est libérée et rattachée au royaume des Francs, en raison de la négligence andalouse et de la défection locale des Goths.

## Conquête du royaume wisigoth par les Omeyyades
Le nom « Septimanie » apparaît au Ve siècle dans une lettre de Sidoine Apollinaire pour désigner une partie du sud de la Gaule, faisant référence à une province de sept territoires. Les Wisigoths appellent cette partie de la Gaule narbonnaise au nord des Pyrénées, Gallia, ou Provincia Galliae. Ils ne lui donnèrent jamais le nom de Septimanie, territoire qui correspondait approximativement à l'ancienne région du Languedoc-Roussillon.
En raison de sa position excentrée dans le royaume wisigoth (418-720), la province de Septimanie est menacée par les Francs, qui avaient déjà conquis après la bataille de Vouillé (507) la plus grande partie du royaume de Toulouse située au nord des Pyrénées.
Dans la seconde moitié du VIe siècle, les Francs lancèrent plusieurs incursions en Septimanie, sans jamais parvenir à la réduire. Les habitants de la province, sauf exception, se montrent en effet solidaires des Wisigoths.
Depuis 622, date à laquelle Mahomet et ses sahabas (compagnons) commencent l’hégire (immigration) à partir de La Mecque, l'islam ne cesse de s'étendre.
En 711, les armées musulmanes dirigées par Tariq ibn Ziyad traversent la Méditerranée et débarquent à Gibraltar, au sud de la péninsule ibérique. Après avoir battu les Wisigoths à la bataille du Guadalete, ils réduisent en cinq ans le royaume wisigoth à la seule province de Septimanie.
En 714-716, Al-Hurr s'empare de Barcelone.

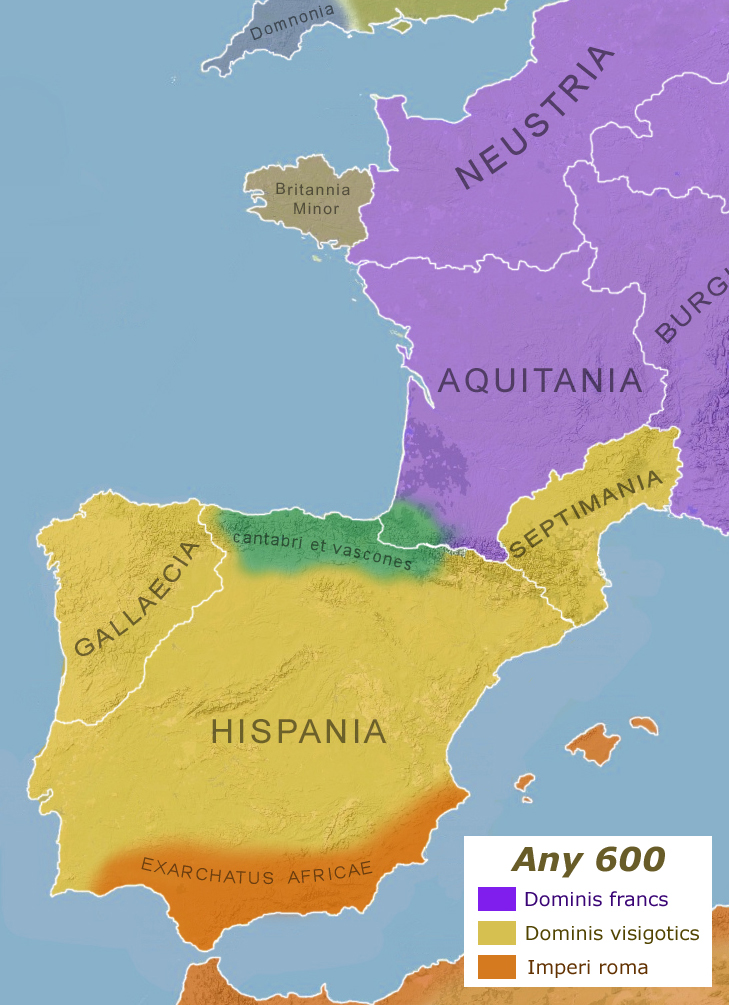
Vers 600, le royaume wisigoth, avant la conquête musulmane du Maghreb.
En 716, conquête musulmane de l'Hispanie achevée, Septimanie encore pour un temps indépendante.

## Conquête omeyyade de la Septimanie
En 717, les Omeyyades d'al-Hurr ibn Abd al-Rahman al-Thaqafi commencent à traverser les Pyrénées orientales en territoire aquitain et en Septimanie dans la suite de leur conquête ibérique, mais le commandant ne réussit pas à s'étendre plus loin. Al-Hurr est remplacé en 719 par l'Émir al-Samh qui entre en Septimanie, met le siège à Narbonne (Arbouna pour les Arabes), capitale de la dernière province wisigothique, et s'en empare en dépit de la résistance locale.
Dans les termes généraux, la Septimanie gothique se rend aux mains des Musulmans dans des conditions favorables, permettant aux Omeyyades de contrôler la région avec le soutien sous conditions de la population locale et de la noblesse gothique. L'historien égyptien Mohamed Abdallah Inane situe cette province au nord des Pyrénées, incluant les côtes méditerranéennes jusqu'aux Bouches-du-Rhône ; il ajoute que les principales villes de cette province sont Narbonne (Arbuna), Carcassonne (Qarqachounah), Béziers (Bazyih), Nîmes (Nimah), Agde (Ajdah) et Castelsarrasin (Majlounah).

### Un wâli d'Al-Andalus de 719 à 759
Dès la conquête de Narbonne en 720, les Omeyyades en font la capitale de leur nouvelle province de Septimanie musulmane, pour près de quarante ans.
Le port de Narbonne leur permet d'acheminer des troupes et des vivres directement sur la côte languedocienne sans avoir à passer les montagnes des Pyrénées. La cité est utilisée comme base pour les razzias. Une mosquée est établie à l'intérieur de l'église Saint-Rustique de Narbonne.
Le premier wali, gouverneur de la province narbonnaise, est Abd al-Rahman ibn Abd Allah al-Ghafiqi nommé en 720.
Les Omeyyades sont en période d’expansion à l'ouest : outre la péninsule Ibérique et la Septimanie, ils débarquent en Sicile, qui est conquise en 720. Même si en 721, l'Émir-gouverneur Al-Samh ibn Malik al-Khawlani (le "Zama" des chroniques chrétiennes) est tué par le duc Eudes d'Aquitaine, lors du siège de Toulouse, et que du coup, l'armée arabe essuie sa première grande défaite, la marée omeyyade n'est pas temporairement interrompue à grande échelle puisque la Sardaigne, la Corse et les Baléares (conquête définitive en 902) tombent aux mains des Omeyyades en 724.
Les gouverneurs militaires lancent alors des expéditions en Aquitaine et Septimanie pour s'emparer de butins : en 725, le successeur de feu Al-Samh, ’Anbasa ibn Suhaym al-Kalbi assiège la ville de Carcassonne, qui doit accepter de donner la moitié de son territoire, de rendre hommage, et de faire une alliance offensive et défensive avec les forces musulmanes.
Les armées arabes conquièrent ensuite Agde, Béziers, Nîmes et toutes les autres villes septimaniennes qu'ils intègrent au Califat : en 725, toute la Septimanie est sous la domination omeyyade.
Dans les combats féroces des années 720, les massacres et la destruction affectant plus particulièrement la vallée de l'Ebre et de la Septimanie créent un flot de réfugiés qui s'installent dans le sud de l'Aquitaine au-delà des Pyrénées et la Provence.

## Razzia sur l'Aquitaine et le Poitou

L'Espagne musulmane en 732, la Septimanie est vers le nord-est, autour de Carcassonne.

### La révolte d'Uthman ibn Naissa
À partir de 725 ou 730, depuis la province narbonnaise les musulmans lancent plusieurs razzias en Aquitaine, qui doit dans le même temps affronter les armées de Charles Martel qui rattache Bourges au royaume des Francs en 731.
Au cours de cette période, le commandant berbère Uthman ibn Naissa ("Munuza") devient gouverneur de la Cerdagne (y compris une grande partie de l'actuelle Catalogne). À partir de cette période, le ressentiment contre les dirigeants arabes s'accroît au sein des troupes berbères : Uthman ibn Naissa, le seigneur berbère souverain des Pyrénées orientales, se sépare de Cordoue, établissant une principauté reposant sur une hégémonie berbère (731).
Le dirigeant berbère s'allie avec le duc Eudes d'Aquitaine, qui est alors désireux de stabiliser ses frontières, et il est écrit qu'il marie sa fille à Eudes. Le duc Eudes d'Aquitaine s'allie alors au gouverneur omeyyade Munuza Uthman Abu Naissa, qui épouse sa fille. Uthman ibn Naissa fait tuer Nambaudus, l'évêque d'Urgell, un clerc agissant sur les ordres de l'Église de Tolède.
Subordonné du gouverneur d'Al-Andalus ’Anbasa ibn Suhaym al-Kalbi, Munuza tente de se constituer une principauté indépendante en Cerdagne.
Le gouverneur omeyyade de Cordoue, Abd al-Rahman ibn Abd Allah al-Ghafiqi, nommé depuis 730, rassemble alors une expédition pour punir le commandant berbère de son insubordination. Abd al-Rahman dirige l'expédition, encercle Munuza et le met à mort en Cerdagne, selon les Chroniques mozarabes, un juste châtiment pour le meurtre de l'évêque gothique.

### Expédition sarrasine sur l'Aquitaine
Enhardi par son succès, Abd al-Rahman reprend les raids vers les Royaumes francs, en Aquitaine et remontant la vallée du Rhône, il mène des excursions jusqu'en Bourgogne.
Abd al-Rahman attaque l'allié de feu Uthman ibn Naissa, le duc Eudes d'Aquitaine, qui venait tout juste de subir l'offensive dévastatrice de Charles Martel sur Bourges et le nord de l'Aquitaine (731).
Continuant de s'arranger pour recruter le nombre nécessaire de soldats, l'indépendant duc Eudes d'Aquitaine se confronte aux forces d'Abd al-Rahman qui s'étaient brisées au nord au niveau des Pyrénées occidentales, mais ne peut pas retenir cette fois la poussée du chef arabe contre Bordeaux. Le seigneur aquitain est battu à la bataille de Bordeaux, en 732.

### Bataille de Poitiers (732)

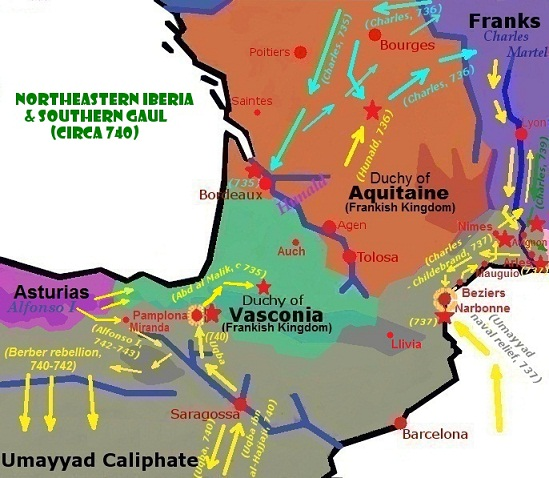
Les campagnes militaires des Francs, des Omeyyades et de l'Asturie.

Après la victoire d'Abd al-Rahman lors de la bataille de Bordeaux de 732, les forces omeyyades se déplacent ensuite vers le nord pour envahir le Poitou, dans le but de piller la Basilique Saint-Martin de Tours. Le duc Eudes d'Aquitaine trouve encore le moyen de sauver l'Aquitaine de l'emprise omeyyade en prévenant Charles Martel du danger imminent à l'encontre de la ville franque sacrée de Tours.
Le maire du Palais Charles Martel  défait l'armée de l’émir andalou Abd al-Rahman à la bataille de Poitiers, qui est considérée par beaucoup comme un tournant dans l'expansion musulmane en France. En 732, les Omeyyades nomment Yusuf al-Fihri gouverneur de Narbonne.

## L'expansion en Provence de Charles Martel (736-737)
En 734, les forces omeyyades sous les ordres d'Abd el-Malik el Fihri, le successeur d'Abd al-Rahman, reçoivent sans combattre la soumission des villes d'Avignon, d'Arles, et probablement de Marseille, dirigées par le comte de Provence, Mauronte.
Le patricien de la Provence, Mauronte, avait appelé les forces andalouses pour protéger un de ses bastions de la pression des carolingiens, estimant peut-être ses propres garnisons trop faibles pour repousser l'armée bien organisée et solide de Charles Martel, constituée de vassaux enrichis par les terres de l'Église.
Charles fait face à l'opposition des différents acteurs régionaux. Pour commencer avec la noblesse gothique et gallo-romaine de la région, qui craignent sa politique agressive et dominatrice. Charles décide de s'allier avec le roi lombard Liutprand, afin de repousser les Omeyyades et la noblesse locale de sang gothique et gallo-romain. Il subit également l'hostilité des ducs d'Aquitaine qui mettent en péril son arrière-garde, et de son successeur Pépin (737, 752) au cours de leurs opérations militaires en Septimanie et en Provence. Les ducs d'Aquitaine, à leur tour, s'appuient largement sur la force de leurs troupes basques, agissants dans le cadre d'une alliance stratégique avec les Aquitains depuis le milieu du VIIe siècle.
Avec la mort du duc Eudes d'Aquitaine en 735 et après avoir contré la tentative séparatiste de l'Aquitaine menée par le duc Hunald, Charles Martel s'occupe de la Bourgogne (734, 736) et de la Septimanie (736, 737).
En 736, Charles Martel prend les villes d'Aix, Marseille et Arles, après que Mauronte, duc ou patrice de Provence, se fut allié avec les Omeyyades pour sauver son autonomie.
En 737, Charles Martel capture et réduit en ruines Avignon, en plus de détruire la flotte andalouse.

## Tentative de conquête de la Septimanie par les Francs pipinides (737)
Après avoir pris Avignon, les Francs entrent en Septimanie. Ils battent par deux fois les musulmans, à Montfrin et sur le plateau de Signargues, près de Rochefort-du-Gard. Malgré une nouvelle victoire sur la Berre, la mort du roi des Francs, Thierry IV, oblige le frère de Charles Martel, Childebrand, a lever le siège de Narbonne.
Charles Martel attaque plusieurs autres villes qui ont collaboré avec les Omeyyades, et détruit leurs fortifications : Béziers, Agde, Maguelone, Nîmes. C'est à cette occasion que sont notamment incendiées les arènes de Nîmes, soit l'enceinte de l'édifice alors utilisé comme village fortifié – le castrum arenae – contenant deux églises, 220 maisons et un petit château. Avant son retour vers le nord du royaume, Charles Martel écrase toute opposition en Provence et dans la basse vallée du Rhône. Le comte de Marseille, Mauronte, fuit vers les Alpes.
Pépin le Bref, le fils de Charles Martel, et Liutprand, roi des Lombards, s'allient pour les vaincre. Les deux cités provençales sont prises d’assaut. Des seigneurs francs reçoivent en fief des cités stratégiques en Provence afin d’empêcher tout retour des Sarrasins.
Les musulmans réaffirment leur autorité sur la Septimanie pour 15 années supplémentaires. Le wali, gouverneur de Narbonne Abd al-Rahman ibn Abd Allah al-Ghafiqi est remplacé par Athima puis vers 741, par Omar ibn Omar. En 747, les Omeyyades nomment le gouverneur de Narbonne Yusuf al-Fihri, gouverneur de Cordoue : il devient gouverneur de toute l'Al-Andalus (qui sera par la suite divisée en cinq provinces distinctes dont la Septimanie) pour le compte des Omeyyades de Damas.

## Reconquête franque de la Septimanie (752 - 759)

L'émirat de Cordoue en 750.

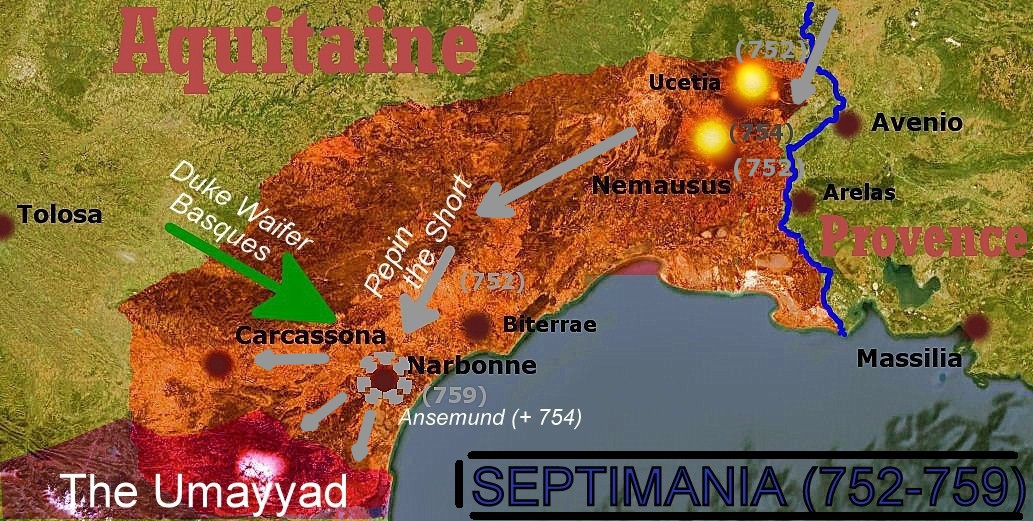
Principales avancées de Pépin le Bref et du duc d'Aquitaine entre 752 et 759.

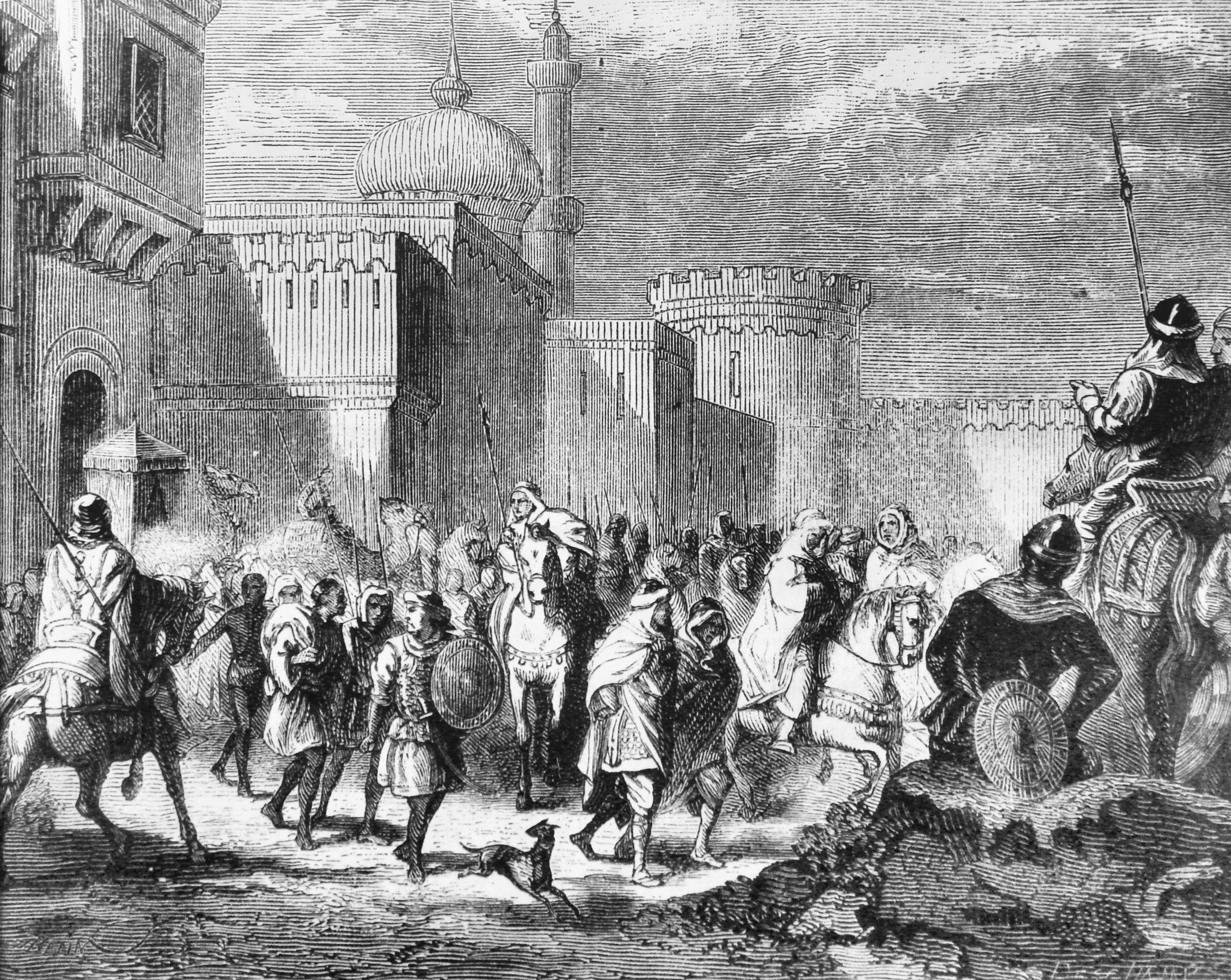
Les troupes musulmanes laissant Narbonne à Pépin le Bref, en 759, après 40 années d'occupation.

En 752, le roi Pépin le Bref, nouvellement proclamé, mène une nouvelle campagne en Septimanie, quand l'allégeance régionale gothique bascule en faveur du roi franc. Cette année, Pépin conquiert Nîmes et soumet une partie de la région jusqu'aux portes de Narbonne, ville devant laquelle il met le siège. Pépin trouve cependant l'opposition du duc d'Aquitaine, Waïfre, qui, conscient des ambitions de Pépin, attaque l'arrière-garde franque avec une armée de Vascons lors du siège de Narbonne.
En 756, à la suite de la chute des Omeyyades à Damas devant les Abbassides, le gouverneur Yusuf al-Fihri est battu par Abd al-Rahman Ier devant Cordoue. Ce dernier prend possession de toutes les dépendances arabo-musulmanes en Europe en créant un nouvel État, l'émirat de Cordoue.
C'est finalement le roi franc qui réussit à prendre Narbonne en 759, après avoir juré de respecter la loi gothique, gagnant ainsi l'allégeance de la noblesse et de la population gothique. La chute de la ville marque la fin de l'occupation musulmane en Septimanie. Le dernier gouverneur musulman de Narbonne, Abd-er-Rahman ben Ocba (756-759), ne conserve que les territoires ibériques, des Pyrénées à l'Èbre. De là, les musulmans poursuivent leurs razzias sur les côtes méditerranéennes et les pillages en mer.

## Archéologie
Connue par les textes anciens, cette présence des Omeyyades est également attestée par les traces archéologiques. Des pièces de monnaie arabes ont été retrouvées dans les diverses localités du Languedoc ainsi que des sceaux mentionnant Arbûnah (en français : Narbonne) sur le site archéologique de Ruscino.
Lors de fouilles à Nîmes en 2006-2007 sont mises au jour trois tombes de soldats musulmans, probablement des Berbères enrôlés dans l'armée du califat des Omeyyades, identifiées en 2016 comme datant d'entre le VIIe et le IXe siècle, ce qui témoignerait d'une incursion des Omeyyades au début du Moyen Âge et en font les plus anciennes tombes musulmanes découvertes sur l'actuel territoire français, les plus anciennes datant précédemment du XIIIe siècle.
En 2016, une analyse génétique des squelettes provenant de ces trois tombes musulmanes découvertes à Nîmes en 2007, réalisée par Yves Gleize, Fanny Mendisco, Marie-Hélène Pemonge et Christophe Hubert, a montré qu'il s'agissait de personnes originaires d'Afrique du Nord, appartenant à l'haplogroupe paternel E-M81 très fréquent au Maghreb. Ces personnes étaient âgées respectivement de 20 à 29 ans pour l'un, d'une trentaine d'années pour le deuxième, et de plus de 50 ans pour le troisième. Selon l'Inrap, « l’ensemble de ces données suggère que les squelettes découverts dans les tombes de Nîmes appartenaient à des soldats berbères enrôlés dans l’armée omeyyade durant l’expansion arabe en Afrique du Nord ». Pour Yves Gleize, « l'analyse archéologique, anthropologique et génétique de ces sépultures du début de l'époque médiévale à Nîmes fournit des preuves matérielles d'une occupation musulmane au VIIIe siècle dans le sud de la France »,.